# Vaca Muerta

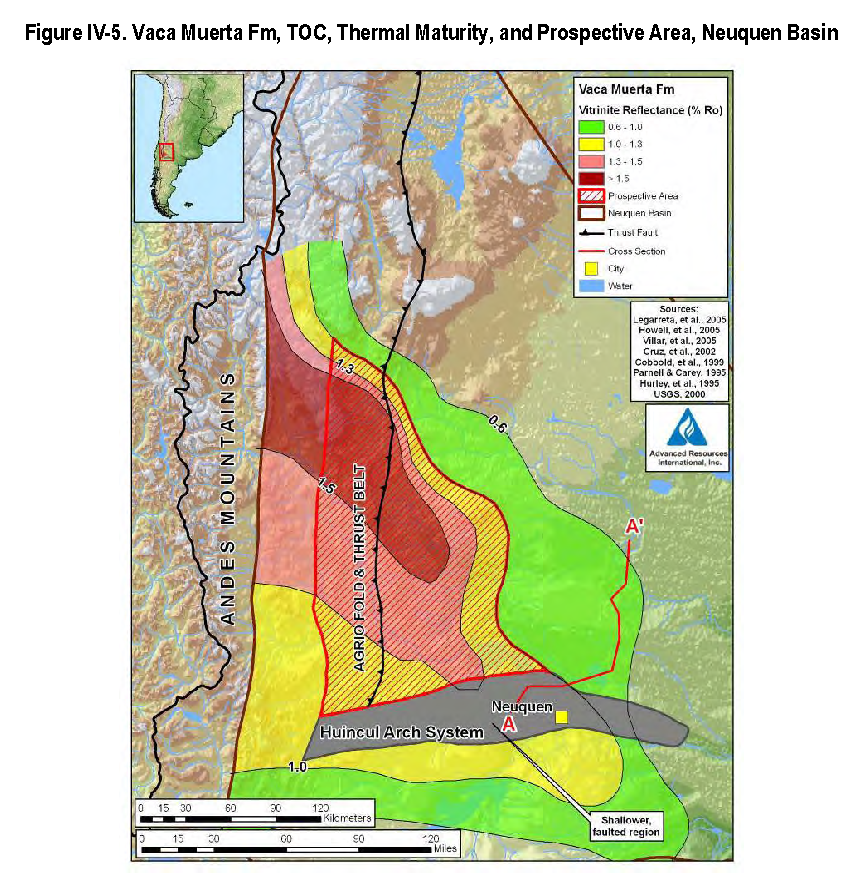
Reifegrad des Kohlenwasserstoff-Muttergesteins (Ro %) des Vaca Muerta. Das Huincul-Grundgebirge ist grau dargestellt.

Vaca Muerta (deutsch: „Tote Kuh“) ist eine Lagerstätte fossiler Kohlenwasserstoffe im Neuquén-Becken in Argentinien, die sich über die Provinzen Neuquén, Río Negro, La Pampa und Mendoza erstreckt. Die gleichnamige Vaca-Muerta-Formation gilt als eines der größten unkonventionellen Kohlenwasserstoff-Vorkommen der Welt. Ihre Erschließung und Ausbeutung wird von der argentinischen Regierung vorangetrieben.
Der Geologe Charles Edwin Weaver entdeckte die „Ölschiefer“-Schichten am Rand des Gebirgszugs Sierra de la Vaca Muerte bei Untersuchungen im Auftrag einer US-Ölfirma. 1931 veröffentlichte er seine Entdeckungen. Im Jahr 2011 bestätigte der staatliche Ölkonzern YPF diese Erkenntnisse. Im November 2011 schätzte YPF die Vorkommen der Lagerstätte auf 927 Millionen Barrel, davon 741 Millionen Barrel Schieferöl und der Rest auf Gas. Im Februar 2012 wurde diese Schätzung auf insgesamt 22.500 Millionen Barrel erhöht. Die U.S. Energy Information Administration (EIA) schätzt die förderbaren Reserven auf 16,2 Milliarden Barrel Öl und 8,7 Billionen Kubikmeter Erdgas. Das entspricht einer Verzehnfachung der bis dahin bekannten Erdölreserven Argentiniens.
Die „Ölschiefer“-Schichten sind zwischen 60 und 520 Meter dick. Seit 2013 liefen die Vorbereitungen zur Ausbeutung des Vorkommens, bei der nichtkonventionelle Ölfördermethoden wie Fracking zur Anwendung kommen. Das Fördergebiet Vaca Muerte wurde in mehrere Blöcke aufgeteilt. Wintershall ist mit 50 % an einem Joint Venture zur Ausbeutung des Blocks „Aguada Federal“ beteiligt. Die argentinische Regierung hat eine Verbesserung der Infrastruktur versprochen, unter anderem wird eine Bahnverbindung zur Küste geprüft. Im März 2018 wurden täglich 7.600 Kubikmeter Öl und 12.700.000 Kubikmeter Erdgas im Vaca-Muerta-Gebiet gefördert.
Die anfänglichen Hoffnungen auf einen argentinischen Ölboom stellten sich Stand 2014 aber als überzogen heraus, nicht zuletzt weil der sinkende Ölpreis die Ausbeutung von Ölschiefer unrentabel machte, damals war der Preis für WTI von rund 100 auf 50 $ abgestürzt, im Januar 2023 lag er bei rund 72 $.